# Obersten og Skildvagten
Obersten og Skildvagten er en dansk stum komediefilm fra 1909 produceret af Nordisk Films Kompagni og instrueret af Viggo Larsen.
Filmen havde dansk biografpremiere i Biograf-Theatret den 26. april 1909.